# Troedyraur
Troedyraur ou Troed-yr-aur est un village et une communauté du Ceredigion, au pays de Galles.

## Géographie
Troedyraur est situé dans le sud du Ceredigion, à 5 km au nord-est de la ville de Newcastle Emlyn.
La communauté de Troedyraur comprend aussi les villages et hameaux de Brongest (en), Capel Cynon (en), Ffostrasol (en), Llangynllo (cy), Penrhiwpal (en) et Rhydlewis (en).

## Démographie
Au recensement de 2011, la communauté de Troedyraur comptait 1 310 habitants au recensement de 2011.